# Gullviva

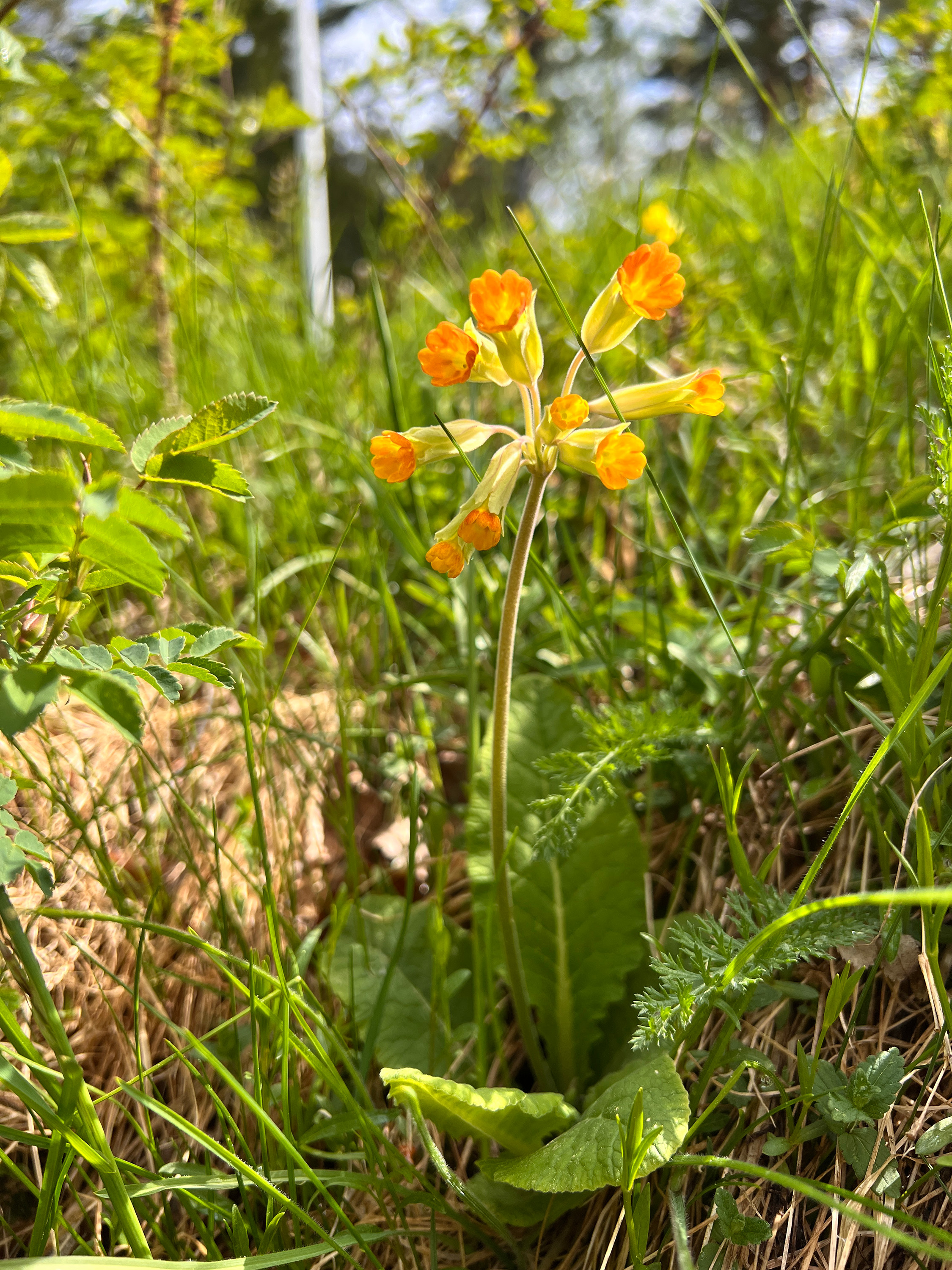
Gullviva i villaträdgård i Hudiksvall

Gullviva (Primula veris L.) är en ört i familjen viveväxter.

## Beskrivning
Gullvivan är bland vårens (veris) förstlingar (primula). Redan vid snösmältningen visar sig den övervintrade bladrosetten med vitgröna, sammetsludna blad, och i maj och juni kommer gullvivans blommor, strax efter vitsippans.
Karta över blomningstidens början. .
Blomningen varar ca en månad.
Anmärkningvärt är att blomningen på Småländska höglandet börjar ungefär två veckor senare än lägre liggande omgivande trakter.

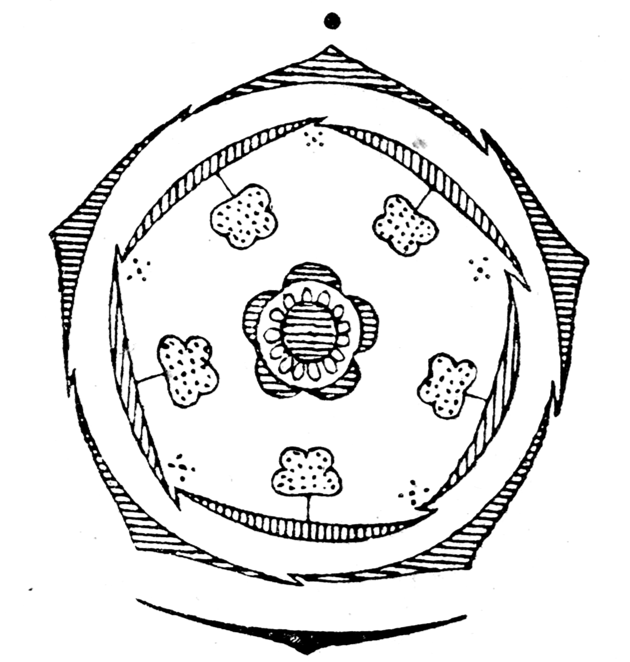
Blomdiagram

Gullvivan har djup och smal krona, som är trattlik med i röret inneslutna befruktningsdelar. Hos vissa strävbladiga växter är mynningen försedd med fem små knölar eller fjäll, som bidrar till att stänga den för regn och "objudna gäster" ur insektvärlden.

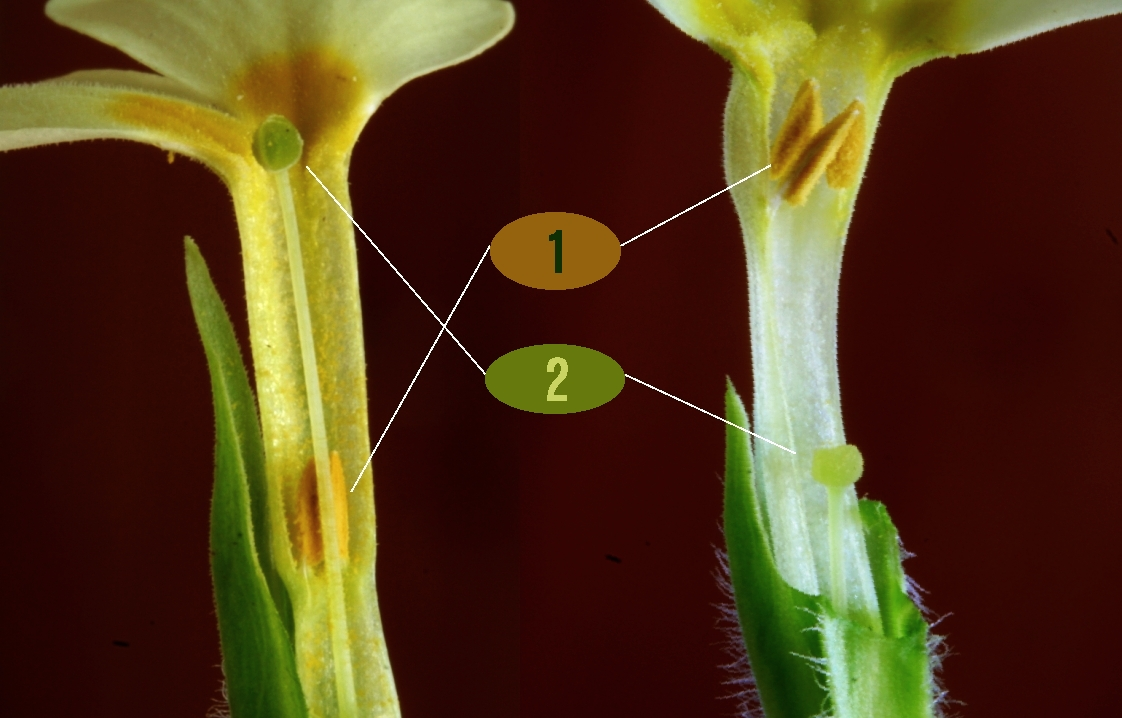
Heterostyli hos Primula vulgaris
(Förstora genom att klicka på bilden)

En egenhet hos gullvivan är att hos somliga individer är ståndarna (1 i figuren) kortare än pistillen (2 i figuren). Hos andra exemplar är det tvärtom. Detta kallas heterostyli och motverkar självbefruktning. Bägge varianterna förekommer ungefär lika ofta.
Pollenkornen hos korta ståndare är mindre än pollenkornen hos långa ståndare. Det gör att stora pollenkorn, som hamnar högst upp på ett långt stift, klarar av att bilda en lång pollenslang ner till fröämnena, medan de små pollenkornen lagom klarar att bilda en kort pollenslang.
Blomställningen är en flock.

Flock

De yngsta blommorna hänger nedåt mot stjälken, men de äldre reser sig allt mera upp för att slutligen i fruktstadiet stå styvt upprätt, tryckta mot varandra. Fröhuset mognar inneslutet i blomfodret. Det öppnar sig med fem flikar i toppen. Till följd av såväl dess form som dess ställning kan fröspridningen endast ske då stjälken kraftigt stöts eller skakas, till exempel av blåsten.
Gullvivans underjordiska delar är en vertikal- eller pelarjordstam, och efter pålrotens död, vilket inträffar i början av exemplarets tillvaro, får stammen ett antal tjocka trådrötter. Denna jordstam dör och multnar i sin nedre ända och tillväxer uppåt med en bladrosett varje år, till dess den avslutas med en blommande stängel. Tillväxten fortgår därefter med rosettbärande sidogrenar, som i sin tur på samma sätt avslutas med blomställningar.
Kromosomtal 2n = 22.

## Habitat
Gullvivan är bland vårens (veris) förstlingar (primula). Redan vid snösmältningen visar sig den övervintrande bladrosetten med vitgröna, sammetsludna blad, och i maj och juni kommer gullvivans blommor, strax efter vitsippans.
Gullviva är allmän i södra Sverige, men mindre allmän i mellersta Skandinavien och går ej längre norrut än till Västerbotten och ungefär motsvarande latitud i Finland.
I Norge förekommer den så långt norrut som Narvik i Nordland fylke.
Längst i norr endast tillfälligt.

### Utbredningskartor
- Norden
- Norra halvklotet 
  - Gränslinjer visas för underarten Primula veris subsp. macrocalix och Primula veris subsp. veris m fl underarter.

Gullvivan är Ålands och Närkes landskapsblomma.

## Fridlysning
Gullviva är på sina håll mycket ymnig och plockas mycket till buketter, och är en av årstidens populäraste prydnadsblommor. Emellertid har den i vissa landsdelar minskat och är fridlyst i hela Sverige. Den får inte plockas eller skadas i Skåne län, Hallands län och Örebro län.
I resten av Sverige är det tillåtet att plocka en bukett till sig själv. Man får inte gräva upp eller dra upp blommorna med rötterna och inte heller plocka eller samla in exemplar för försäljning eller andra kommersiella ändamål. Se Lista över fridlysta växter i Sverige.

## Variant
En mutation, inte helt ovanlig, har röda blommor. Om dessa korsas med de vanliga gula exemplaren får avkomman en färg mitt emellan. Dessa ska inte förväxlas med halvvissna gula exemplar, som under en kort tid har en rödaktig nyans.

## Biotop
Ängar, backar. Kalkgynnad.

## Etymologi
- Släktnamnet Primula kommer av latinets primus = den förste.
- Artepitetet veris är också latin, och betyder vårens årstid.
- Viva kommer av att blomman liknar den huvudbonad, som kvinnor fordom bar. Denna kallades med dåtidens gammalstavning hviva.

## Bygdemål
| Namn                   | Trakt                       | Ref.  | Förklaring                                                                                          |
| ---------------------- | --------------------------- | ----- | --------------------------------------------------------------------------------------------------- |
| Gulviva                | Svenskfinland               | [ 1 ] | Gulhviva med gammalstavning                                                                         |
| Gökblomma              |                             |       | |
| Gökbyxe                | Öland                       | [ 2 ] | |
| Hargök                 | Östbo i Småland             | [ 3 ] | |
| Kattastövla(r)         | Skåne (Luggude, Norra Åsbo) | [ 4 ] | |
| Kärringtänder          |                             | [ 5 ] | Ska ej förväxlas med ärtväxten Käringtand.                                                          |
| Jungfru Marias nycklar |                             |       | |
| Majnycklar             | Bohuslän                    | [ 6 ] | Ska ej förväxlas med de majnycklar som är underart till orkidén Dubbelnycklar.                      |
| Nyckelblomster         |                             |       | Ska ej förväxlas med Fläcknycklar (Dactylorhiza maculata) eller Johannesnycklar (Orchis militaris). |
| Oxlägg                 |                             |       | Huvudnamn i botaniska böcker början 1800-talet.                                                     |
| Oxtunga                |                             |       | Ska ej förväxlas med Anchusa officinalis, som även den kallas Oxtunga.                              |
| Yxlägg                 |                             |       | Förvrängning av oxlägg                                                                              |

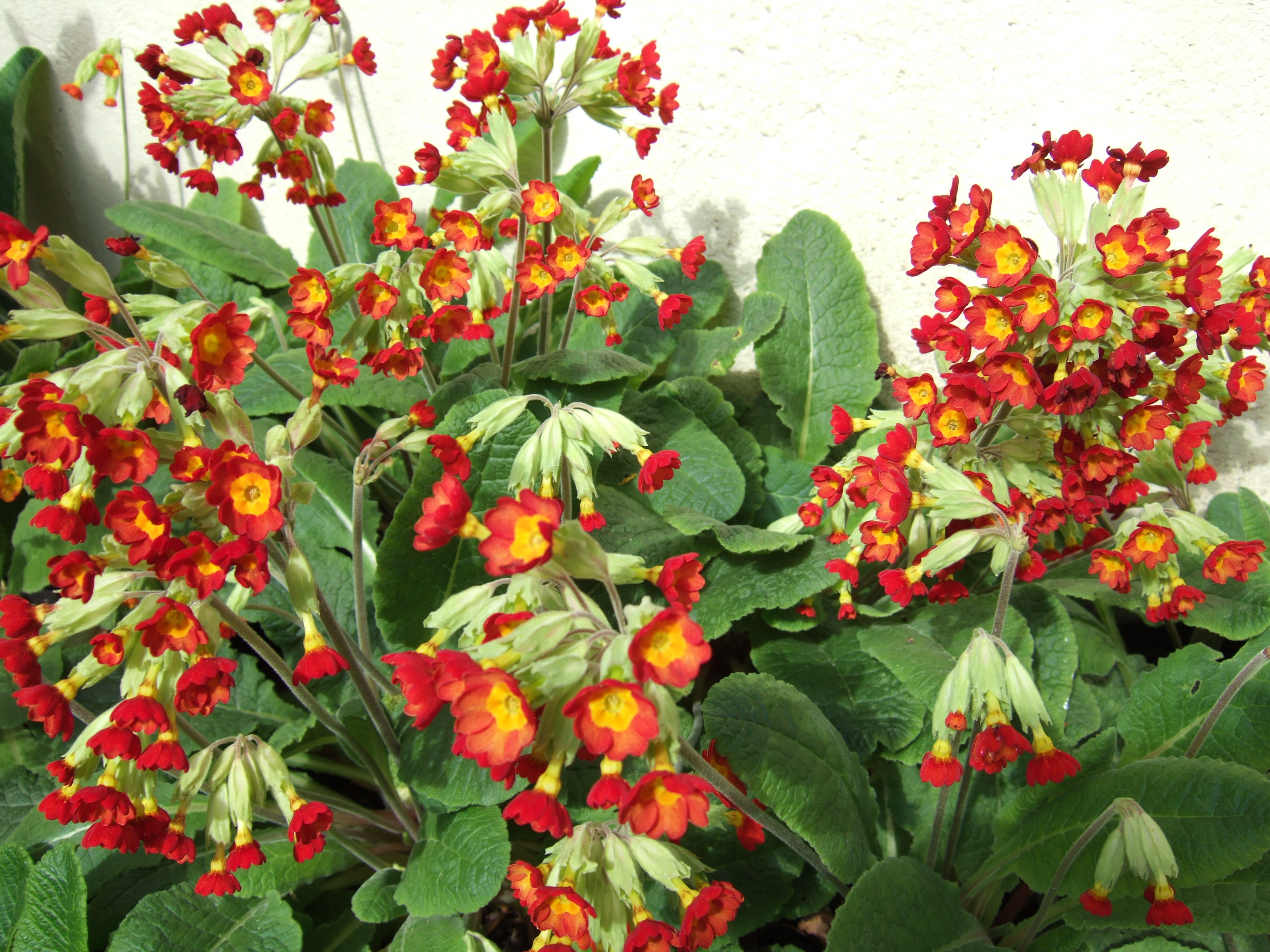
Röda gullvivor
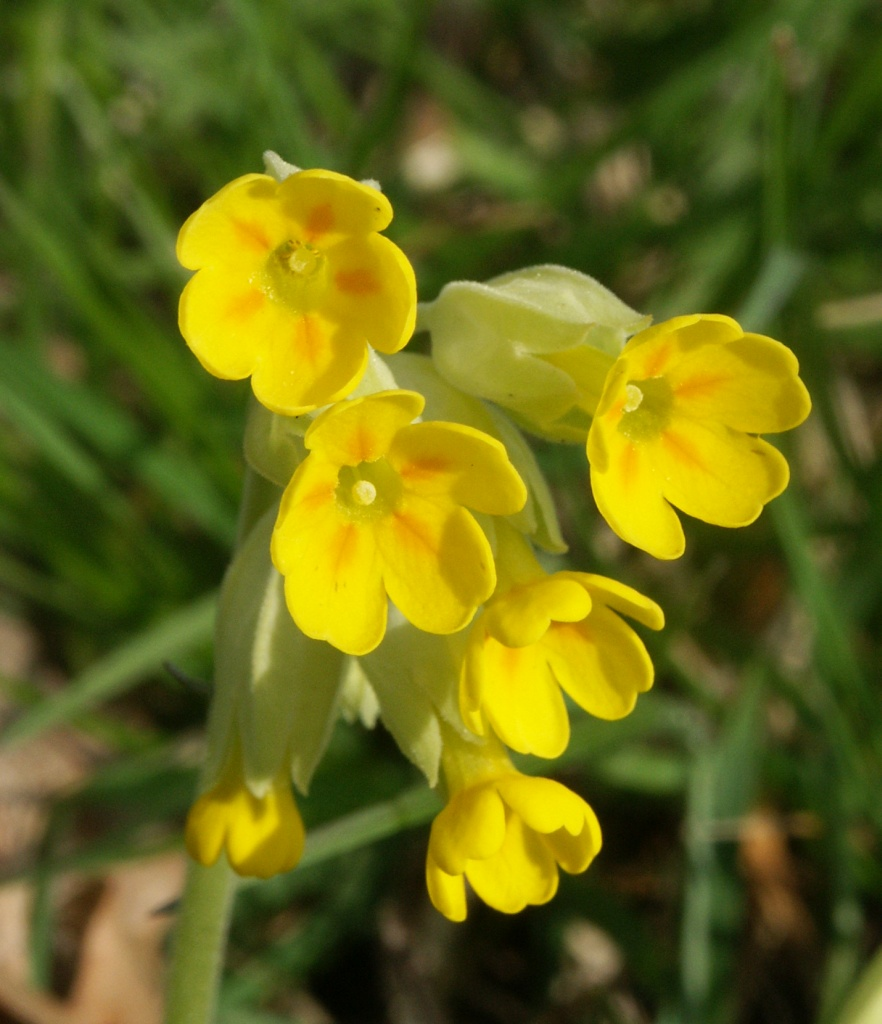
Gullvivans blommor Här syns att kronbladen är sammanvuxna vid basen
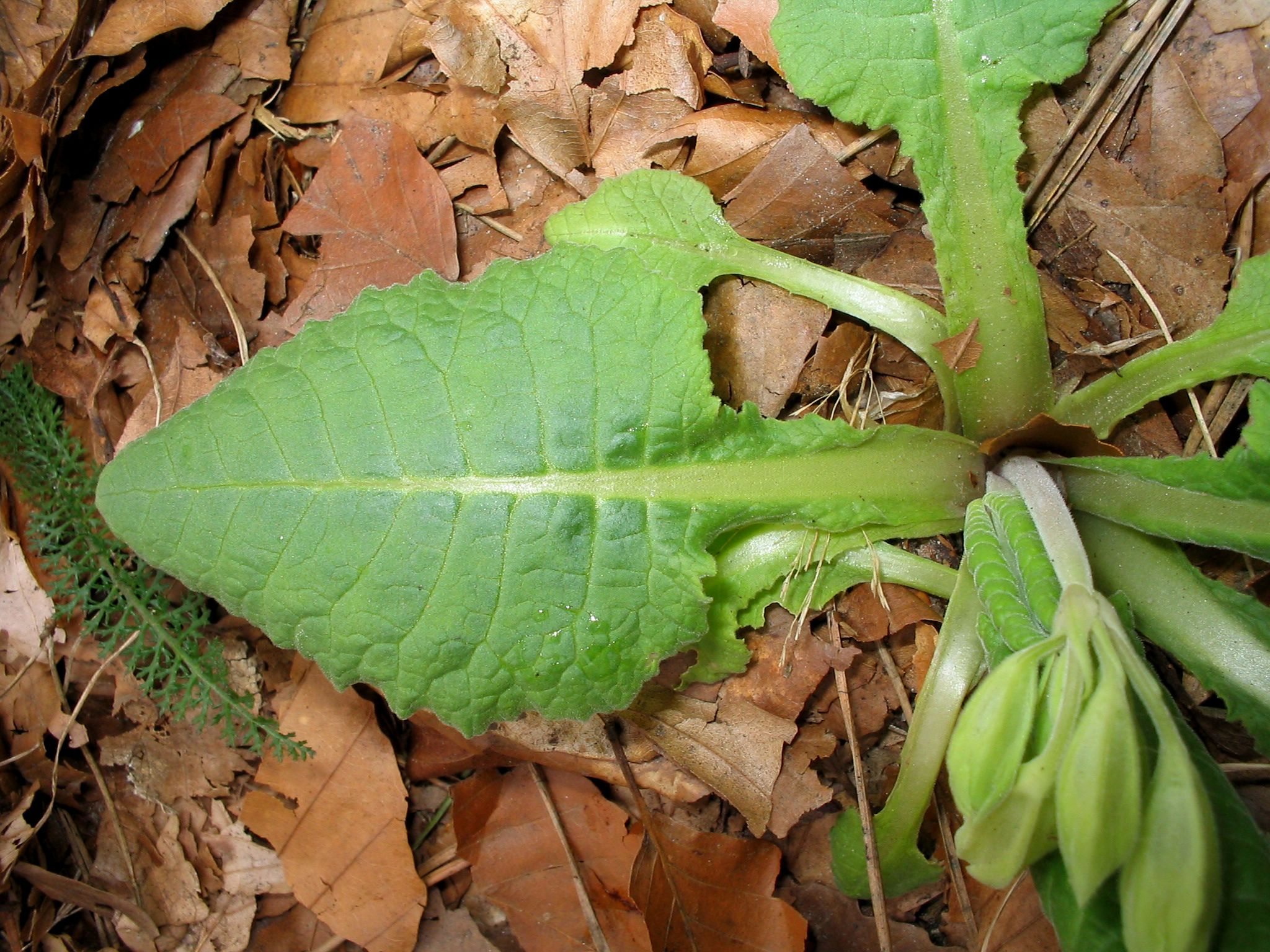
Blad mycket tidigt på våren; nedtill begynnande blomknoppar
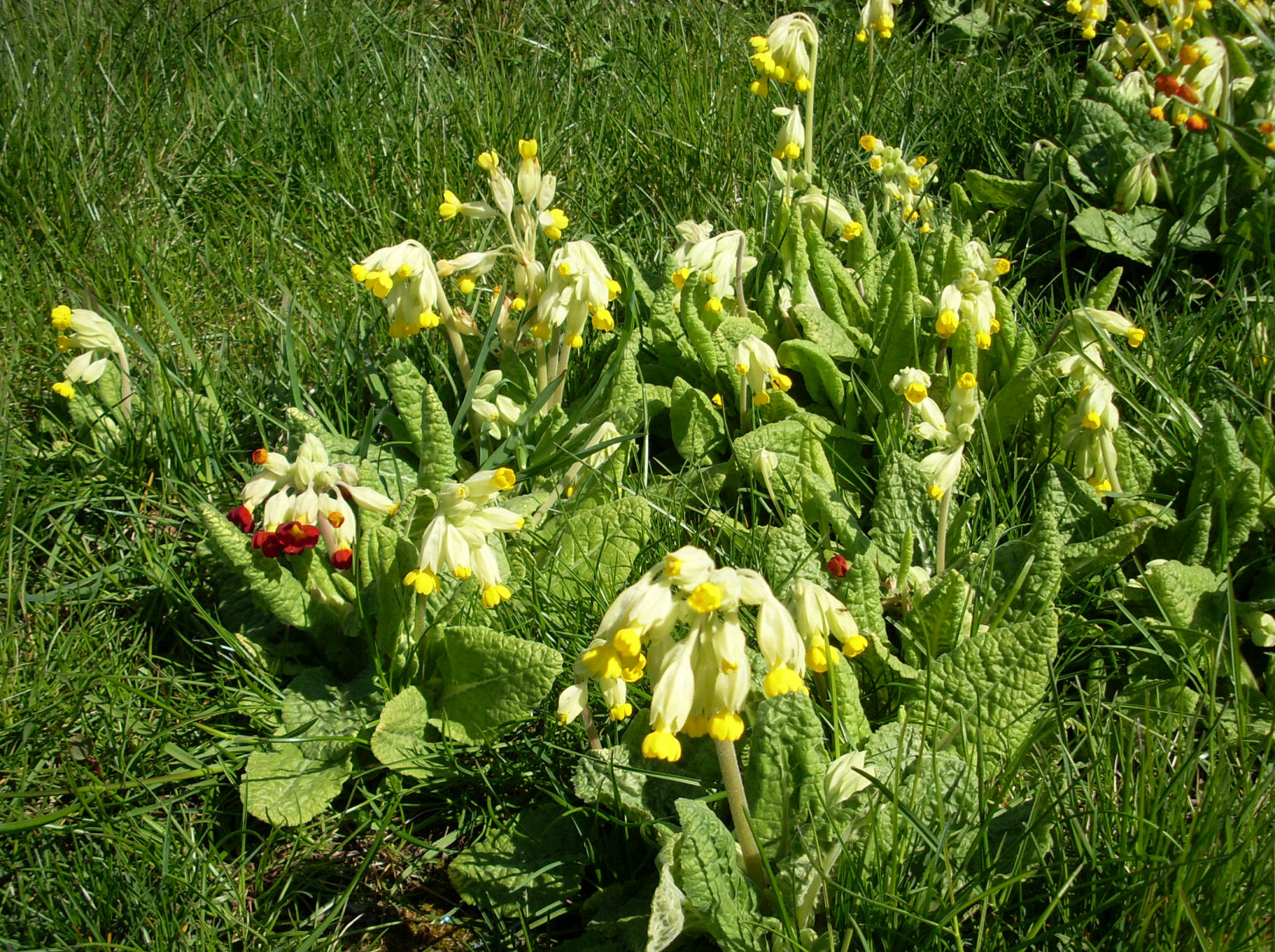
En ensam röd gullviva omgiven av gula gullvivor
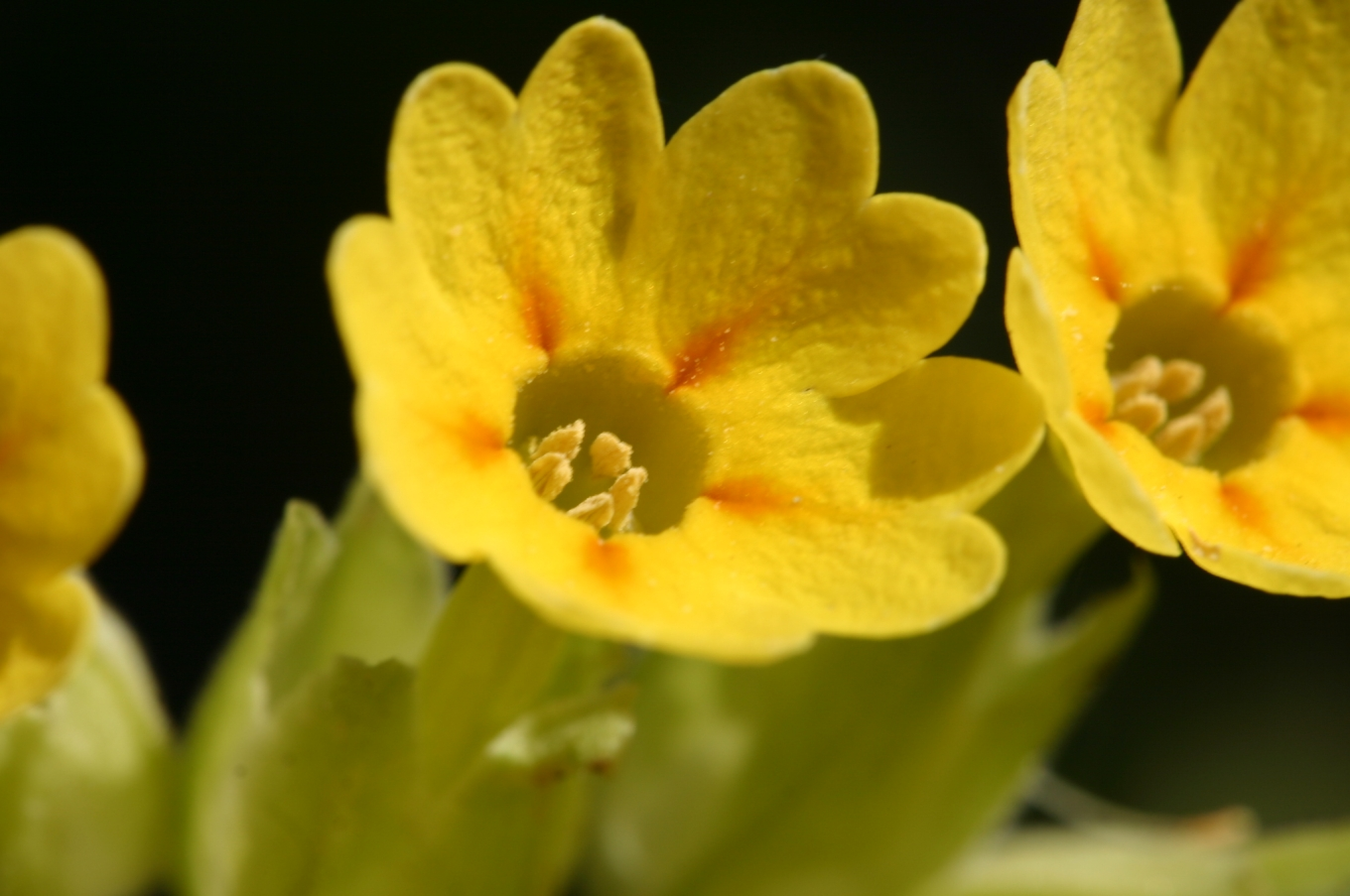
Typ med de fem ståndarna längst fram
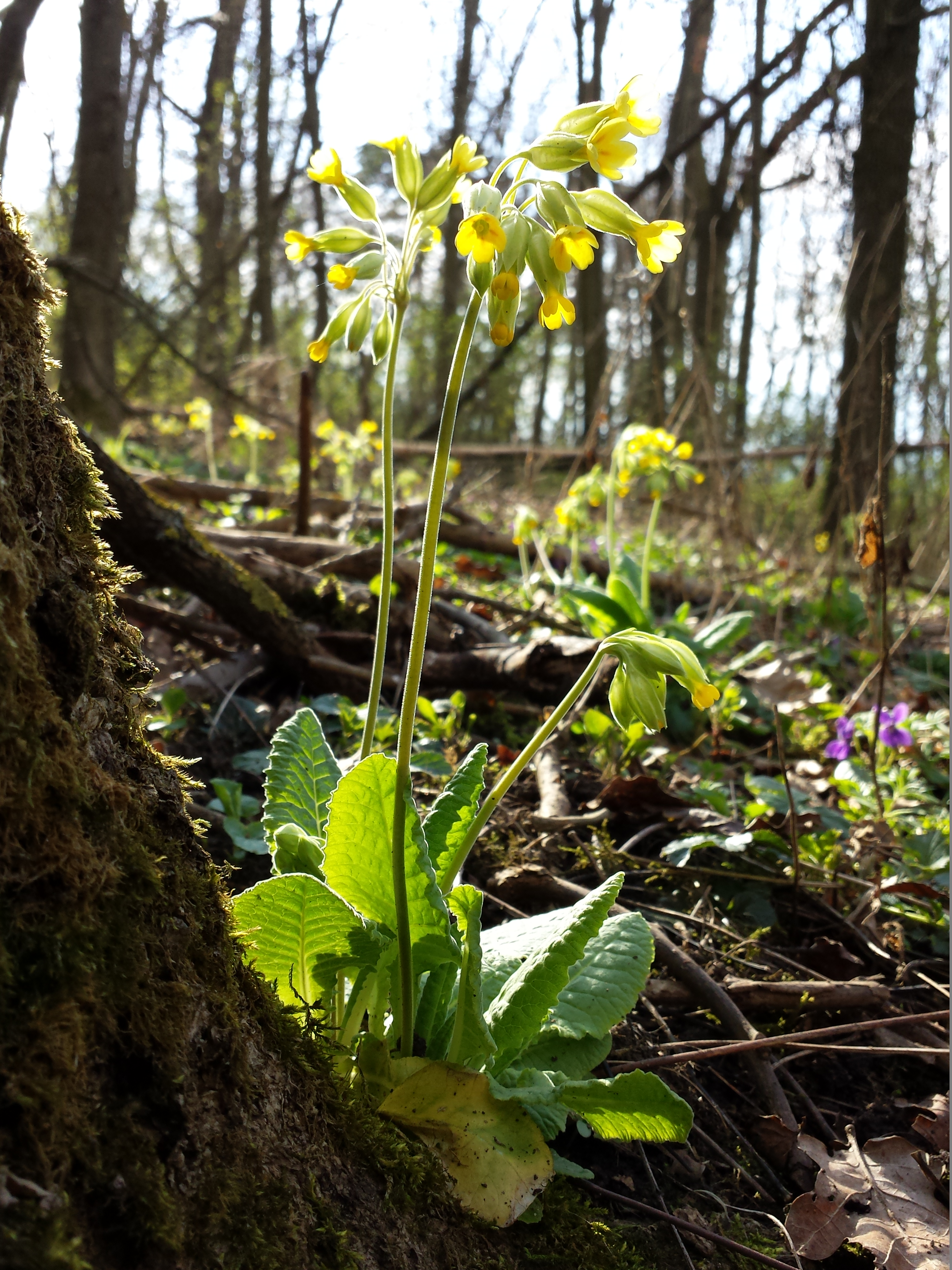
Mindre vanlig växtplats i skogsbryn
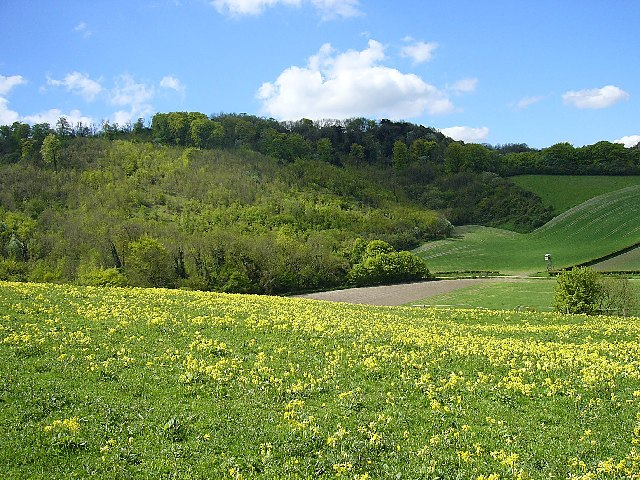
Naturlig växtplats
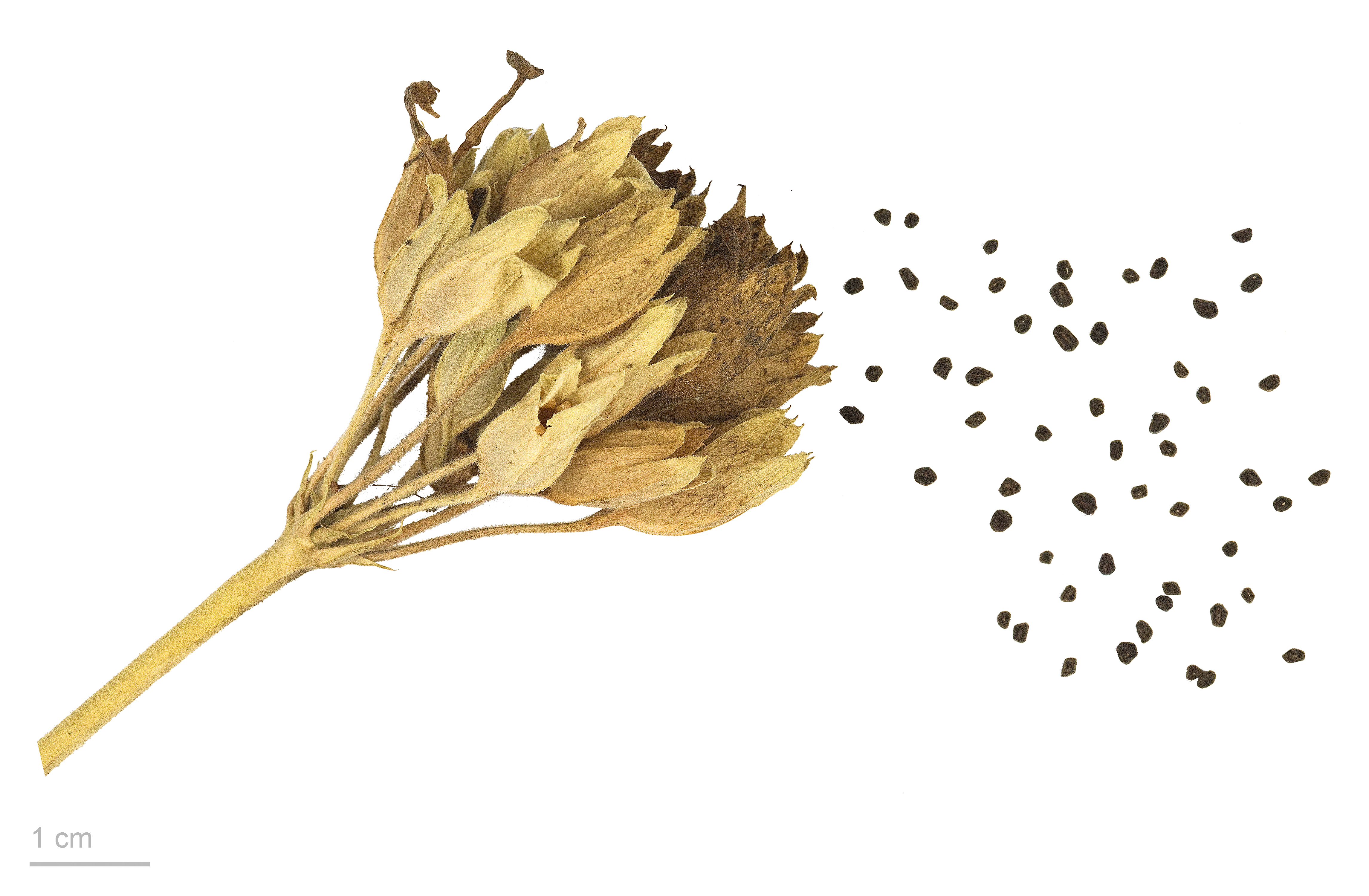
Mogna frukter och frön Lägg märke till blomställningens flocktyp
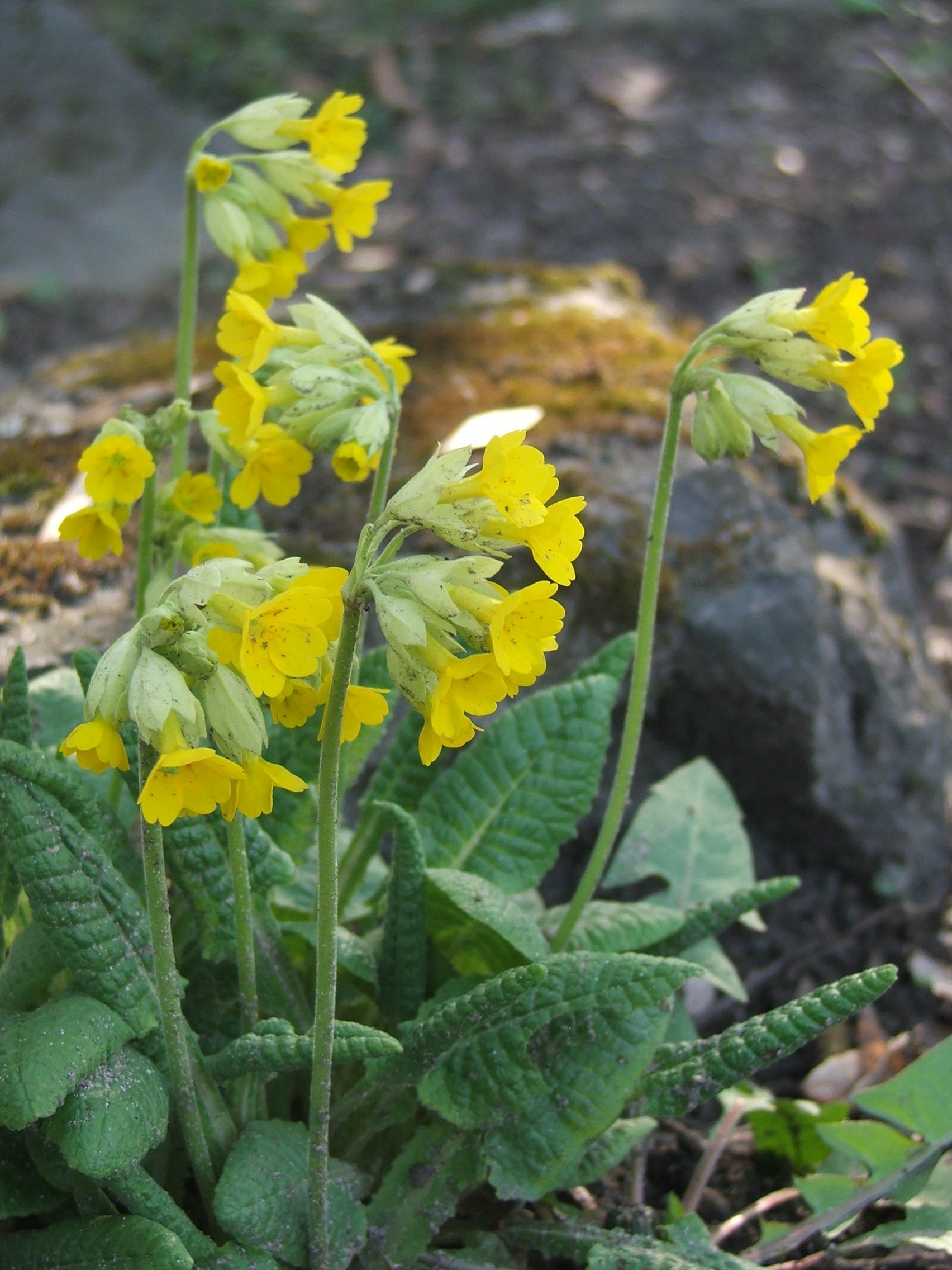
Primula veris subsp. macrocalyx (Bunge) Lüdi
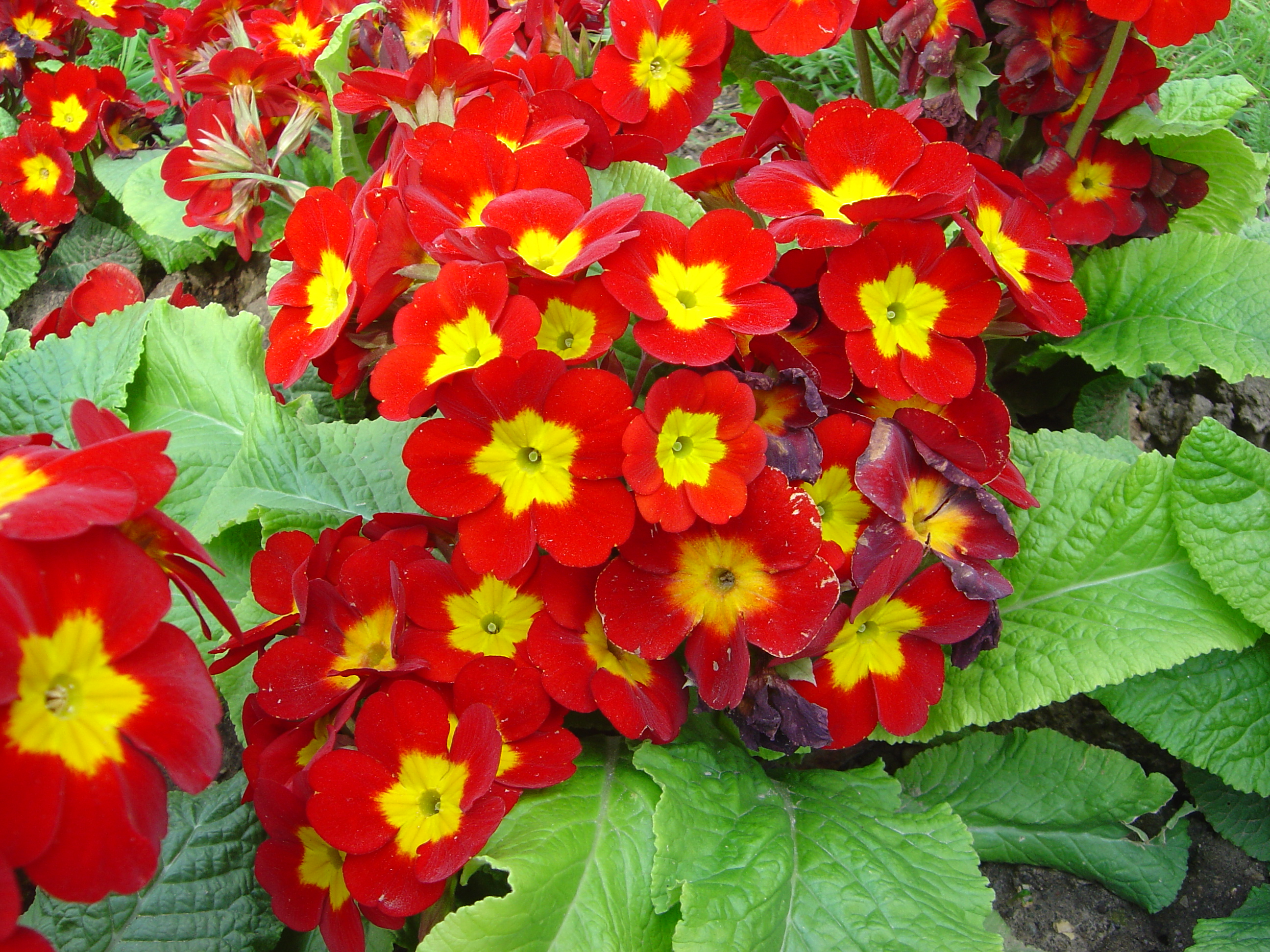
Hybrid Crescendo rouge
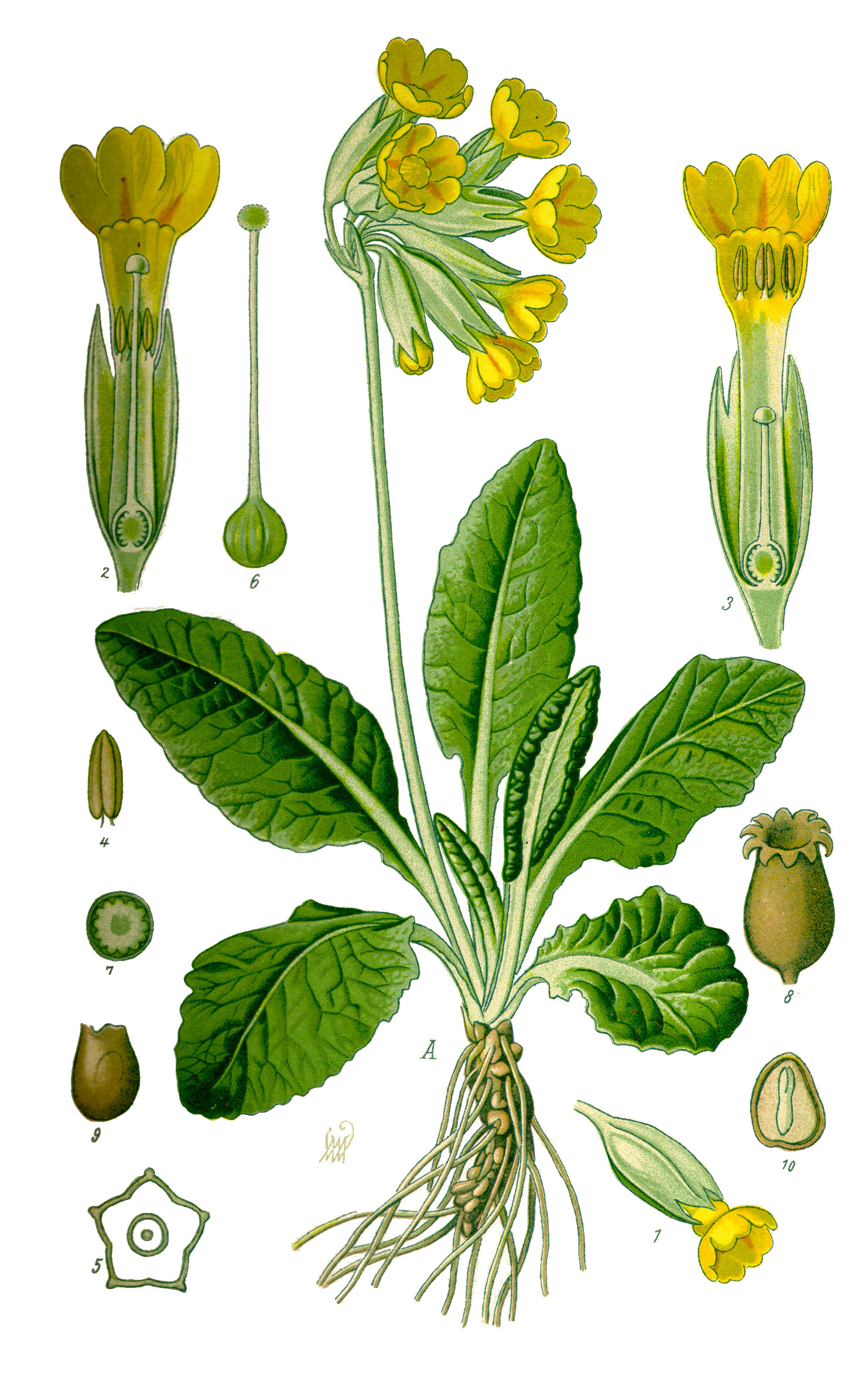
Från Otto Wilhelm Thomé: Flora von Deutschland, Österreich und der Schweiz, Gera, 1885
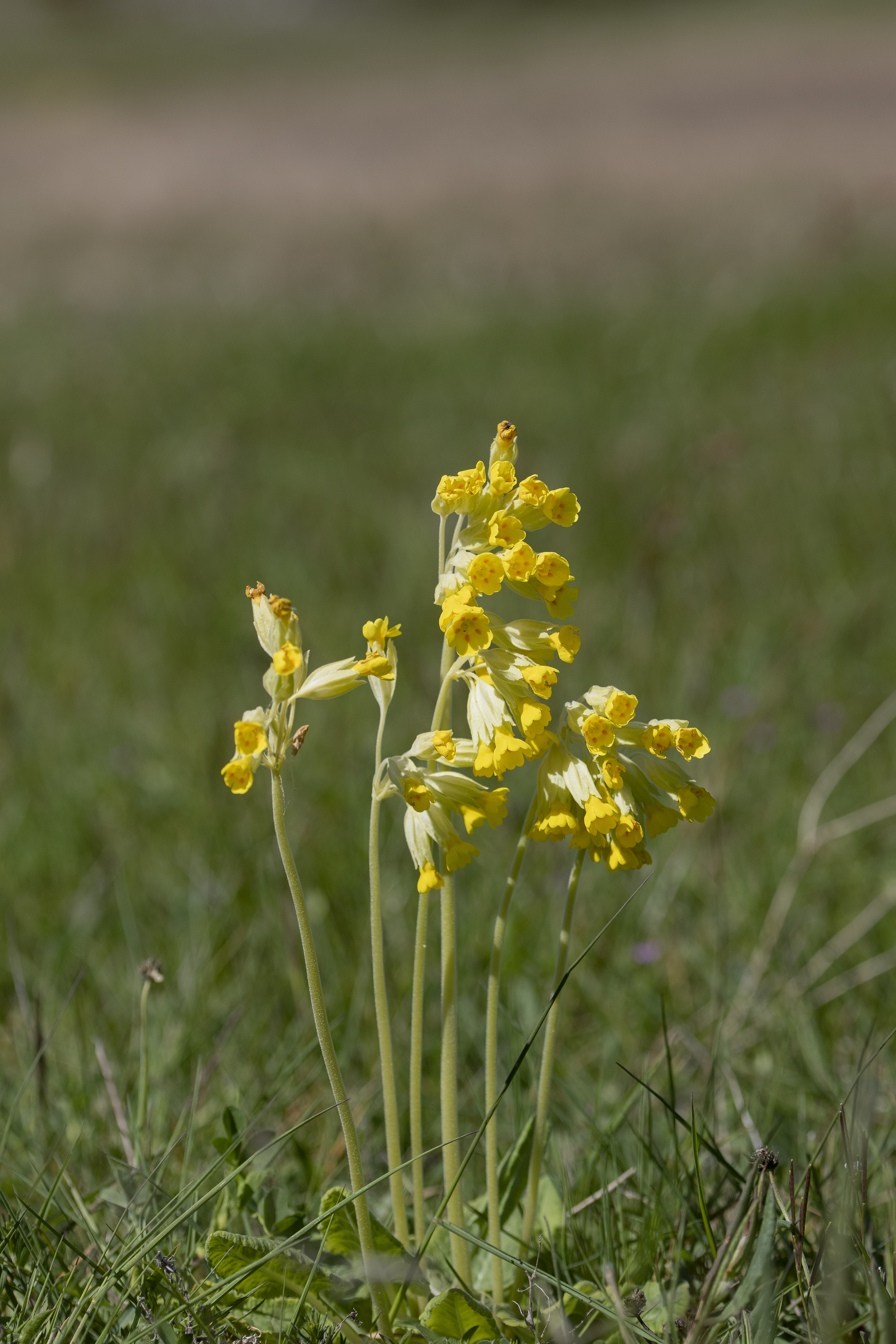
Gullviva Primula veris